# Liên minh các nữ nhà báo hoạt động về điện ảnh
Liên minh các nữ nhà báo hoạt động về điện ảnh (tên gốc tiếng Anh: Alliance of Women Film Journalists), hay AWFJ là tổ chức phi lợi nhuận thành lập vào năm 2006. Tổ chức có trụ sở tại Thành phố New York và chuyên hỗ trợ công việc của phụ nữ và về phụ nữ trong ngành công nghiệp điện ảnh. AWFJ bao gồm 84 nữ, bao gồm các nhà phê bình điện ảnh, nhà báo và nhà văn chuyên nghiệp làm việc trong lĩnh vực xuất bản, phát sóng và truyền thông trực tuyến. Viên phim Anh mô tả AWFJ là một tổ chức thu thập các bài viết của các thành viên (chủ yếu có trụ sở tại Hoa Kỳ), trao giải thưởng hàng năm và "hỗ trợ các phim điện ảnh của phụ nữ và về phụ nữ".

## Giải EDA
Bắt đầu từ năm 2007, tổ chức có trao giải hàng năm cho phim hay nhất (và dở nhất) do các thành viên bình chọn. Các giải thưởng này được gọi là EDA để vinh danh mẹ của nhà sáng lập AWFJ Jennifer Merin – nữ diễn viên Eda Reiss Merin. EDA cũng là từ viết tắt của "Excellent Dynamic Activism". Những năm gần đây, giải thưởng này đã được đưa tin bởi một số nguồn truyền thông chính thống, trong đó có TIME, USA Today và Variety, đồng thời cũng nằm trong danh sách giải thưởng của thời báo The New York Times. Năm 2007, AWFJ đã công bố Danh sách 100 phim hay nhất.